# Richard Zambrano
Luis Richard Zambrano Chávez (ur. 20 maja 1967 w Laja) – były chilijski piłkarz występujący najczęściej na pozycji napastnika.

## Gole w reprezentacji
| #  | Data            | Miejsce         | Przeciwnik | Gol | Wynik | Zawody       |
| -- | --------------- | --------------- | ---------- | --- | ----- | ------------ |
| 1. | 21 czerwca 1993 | Cuenca, Ekwador | Brazylia   | 2–1 | ..3–2 | Copa América |
| 2. | 21 czerwca 1993 | Cuenca, Ekwador | Brazylia   | 3–2 | ..3–2 | Copa América |